# 奧斯諾瓦
47°7′37″N 31°12′59″E / 47.12694°N 31.21639°E
奧斯諾瓦（烏克蘭語：Основа）是位於烏克蘭西南部的村莊，由敖德萨州贝雷济夫卡区的新卡利切韋市鎮負責管轄。該村始建於1865年，面積0.75平方公里，海拔高度59米，2001年人口278，人口密度每平方公里369.19人。